# UCAMムルシアCB
クラブ・バロンセスト・ムルシアSAD（Club Baloncesto Murcia, S.A.D.）は、スペイン・ムルシアを本拠地とするプロバスケットボールチームである。リーガACB所属。

## 歴史
- 1985年 - 創設
- 1990年 - リーガACB初昇格
- 1997年 - LEB降格
- 2003年 - リーガACBに復帰するが、1シーズンで降格
- 2006年 - リーガACBに2度目の復帰

## 過去の成績
| シーズン  | リーグ                    | 順位 |
| --------- | ------------------------- | ---- |
| 1986-87   | プリメーラ・ディビシオンB | 20位 |
| 1987-88   | プリメーラ・ディビシオンB | 14位 |
| 1988-89   | プリメーラ・ディビシオンB | 6位  |
| 1989-90   | プリメーラ・ディビシオンB | 1位  |
| 1990-91   | リーガACB                 | 17位 |
| 1991-92   | リーガACB                 | 18位 |
| 1992-93   | リーガACB                 | 22位 |
| 1993-94   | リーガACB                 | 18位 |
| 1994-95   | リーガACB                 | 12位 |
| 1995-96   | リーガACB                 | 15位 |
| 1996-97   | リーガACB                 | 17位 |
| 1997-98   | LEB                       | 1位  |
| 1998-99   | リーガACB                 | 18位 |
| 1999-2000 | LEB                       | 7位  |
| 2000-01   | LEB                       | 9位  |
| 2001-02   | LEB                       | 8位  |
| 2002-03   | LEB                       | 1位  |
| 2003-04   | リーガACB                 | 18位 |
| 2004-05   | LEB                       | 5位  |
| 2005-06   | LEB                       | 2位  |
| 2006-07   | リーガACB                 | 14位 |
| 2007-08   | リーガACB                 | 12位 |
| 2008-09   | リーガACB                 | 15位 |
| 2009-10   | リーガACB                 | 18位 |
| 2010-11   | LEBオロ                   | 1位  |
| 2011-12   | リーガACB                 | 15位 |
| 2012-13   | リーガACB                 | 13位 |
| 2013-14   | リーガACB                 | 13位 |
| 2014-15   | リーガACB                 | 10位 |
| 2015-16   | リーガACB                 | 7位  |
| 2016-17   | リーガACB                 | 9位  |
| 2017-18   | リーガACB                 | 10位 |
| 2018-19   | リーガACB                 | 14位 |

## 歴代所属選手
- ホセ・アンヘル・アンテロ
- カルロス・カベサス
- ロドリゴ・サン・ミゲル
- ヤニック・モレイラ （2016-2017）
- ファクンド・カンパッソ （2015-2017）
- フェデリコ・カメリッチ
- マルコス・デリア （2016-2019）
- パウラォン・プレステス （2009-2010）
- ヴィトール・ファヴェラニ （2009-2011, 2016-2017, 2017-2018）
- アウグスト・リマ （2013-2016, 2018, 2020-2022）
- ラウージーニョ・ネト （2014-2015）
- ヴィトール・ベニテ （2015-2018）
- ラファ・ルス （2019-2021）
- ジョーダン・デービス （2020-）
- トマス・デリニカティス （2009-2010）
- マルティナス・ポツィウス （2016-2017）
- セルゲイ・リーシュック （2015-2016）
- サド・マクファデン （2021-）
- ジェラルド・リー （2015）
- ボヤン・ボグダノヴィッチ （2008-2009）
- ブラゴタ・セクリッチ
- マルコ・ルコビッチ （2017-2018）
- ルカ・ミトロヴィッチ （2019）
- ギアンヌリス・ラレンザキス （2019-2020）
- アレックス・アデトクンボ （2020-2021）
- シャルロン・クルーフ （2017-2019）
- マヌ・ルコント （2019-2020）
- ダニエル・クラーク （2017）
- イーメイ・ユドーカ （2012）
- マクレム・ベン・ロムダン （2013-2014）
- ピーター・ジョック （2020-2021）
- ミロシュ・ヴヤニッチ
- ゴラン・ドラギッチ （2006-2007）
- コーリー・クラウダー （1995）ジェイ・クラウダーの父
- ターロン・メイズ （1998-1999）
- リック・ヒューズ （2006）
- ロジャー・パウエル （2009-2010）
- ロブ・クルツ （2011-2012）
- ビリー・バロン （2016-2017）
- ミルトン・ドイル （2017-2018）
- カイル・ハント （2019-2020）
- ジャレル・エディ （2019-2020）
- デイビット・ディレオ （2020-2021）